# Saichania chulsanensis
Saichania chulsanensis es la única especie conocida del género extinto  Saichania  (mon. “hermoso”) de dinosaurio tireofóro anquilosáurido, que vivió a finales del período Cretácico, hace aproximadamente entre 75 a 70 millones de años, en el Campaniense y Maastrichtiense, en lo que es hoy Asia. Saichania está más emparentado con Pinacosaurus, Tarchia y Talarurus de Asia que con los norteamericanos Ankylosaurus o Euoplocephalus, aunque todos son parte de la  familia Ankylosauridae.
Saichania medía más de 5 metros de largo y pesaba más de dos toneladas. Tenía una construcción más robusta que otros miembros de Ankylosauridae. Las vértebras del cuello, la cintura escapular, las costillas y los huesos del pecho estaban fusionados o conectados firmemente. Su cuerpo era plano y bajo, de pie sobre cuatro patas cortas. Las extremidades anteriores eran muy poderosas. La cabeza estaba protegida por baldosas de armadura bulbosa. Podría defenderse de depredadores como Tarbosaurus con un garrote de cola. En el torso había osteodermos con quilla. Saichania comía plantas en su hábitat desértico con un pico córneo y las procesó en su ancho intestino grueso.

## Descripción

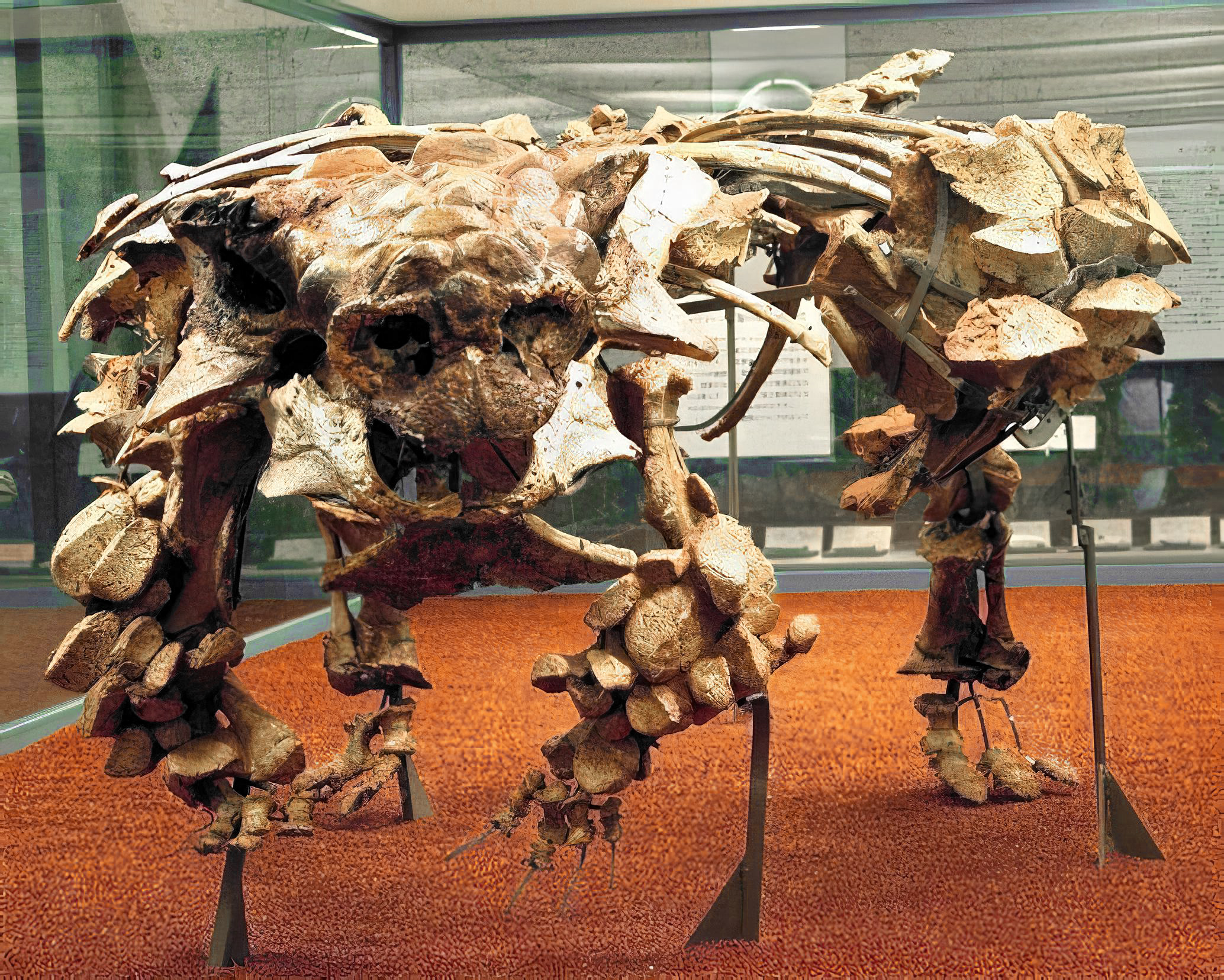
Esqueleto de Saichania

Saichania era un poderoso dinosaurio acorazado que llegó a medir 7 metros de largo y 2,2 de alto, con un peso estimado de 2 toneladas. Estaba fuertemente protegido por una armadura que cubría no solo su parte superior, como es usual, sino también la ventral, cosa solo conocida en este dinosaurio. La nariz externa, grande y ovalada, estaba separada por un septum horizontal que le daba una trayectoria curva, característica compartida con el Pinacosaurus, pudiéndole servir para filtrar, humidificar y calentar el aire.

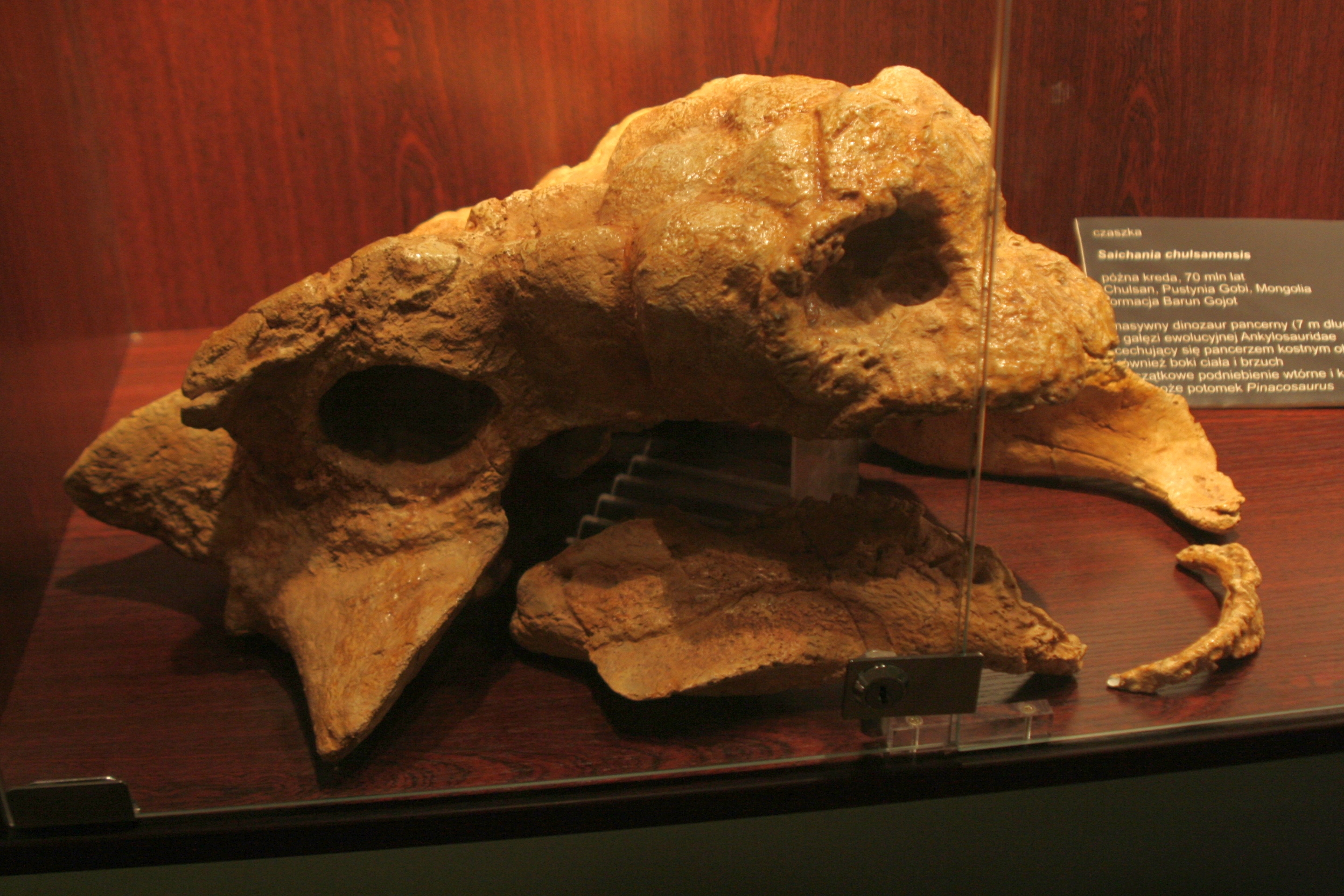
Molde del holotipo de Saichania en el Museo de la Evolución, Varsovia.

El cráneo estaba sólidamente construido, con un paladar óseo muy fuerte, cosa muy poco vista en otros animales, este le serviría para acondicionar el aire que respiraba y poder comer plantas muy duras, lo que indicaría que vivo en un ambiente árido y caluroso. También existe evidencia que este animal tendría una glándula de sal en la nariz, cosa común en los animales del desierto. El techo de la cabeza estaba protegido por un número relativamente pobre de escudos, el resto tenía una gran cantidad de éstos, especialmente en el cuello, donde formaban un collar para protegerlo. A los lados presentaba líneas de espinas, que Richen Barsbold  las describió como las que aparecen en las pinturas japonesas de Hokusai. Las placas eran de hueso poroso y su interior era hueco, por lo tanto, muy ligero, lo que le permitía moverse con una cierta desenvoltura. Tendones osificados fortalecían su cola que terminaba en una porra bulbosa que tradicionalmente se supuso que fue usada para golpear a sus atacantes; sin embargo, su función original pudo ser distinta ya que era una estructura muy irrigada, simulando una cabeza falsa y así confundir a los depredadores. Esta última teoría está menos aceptada que la primera científicamente.

### Tamaño, constitución y rasgos distintivos
Saichania era un gran anquilosaurio. Maryańska estimó su longitud en 7 metros.  Otras estimaciones confirmaron aproximadamente esto, indicando una longitud máxima de aproximadamente 6,6 metros de largo. Sin embargo, Gregory S. Paul en 2010 dio una estimación más baja de 5,2 metros, con un peso de dos toneladas.  Los hallazgos de mazas de cola de individuos gigantes sugieren tamaños más grandes, pero su referencia a Saichania no puede fundamentarse ya que el holotipo, el único espécimen suficientemente descrito, solo consiste en la parte frontal del animal.

Comparación de tamaño de GI SPS 100/151 y MPC-D 100/1305

Saichania compartía la constitución general de anquilosáuridos, siendo un dinosaurio ancho, bajo y fuertemente blindado, con extremidades anteriores cortas. Sin embargo, incluso para un anquilosaurio, Saichania es excepcionalmente robusto, su grupa está reforzada por osificaciones y fusiones de la columna vertebral, las costillas, la cintura escapular y los huesos del pecho.
Arbour en 2014 estableció una lista revisada de rasgos distintivos. Los osteodermos del cráneo son bulbosos. La primera y la segunda vértebra del cuello se fusionan en un solo elemento, un sincervical. El lado superior del húmero es muy ancho, equivalente al 70% de la longitud total del hueso. Los ejes de las costillas se expanden mediante osificaciones intercostales, habiéndose convertido el cartílago que conecta las costillas en láminas de hueso. Los medios anillos cervicales, que protegen el cuello, tienen cada uno una banda continua de hueso subyacente y los bordes entre los segmentos de estos anillos están cubiertos por placas de blindaje adicionales que ocultan por completo estas conexiones a la vista.
El cráneo de Saichania es ancho, 455 milímetros de largo y 480 milímetros de ancho con el holotipo. La parte superior del hocico está cubierta de osteodermos fuertemente convexos. Estas baldosas de armadura en el hocico comprenden una gran caputegula central . Un gran osteodermo "loreal" cubre gran parte del borde superior y el costado del hocico. La caputegula en el prefrontal es de tamaño moderado y no sobresale mucho hacia los lados. Los osteodermos del borde superior de la cuenca del ojo son continuos y no forman dos picos. Falta un osteodermo adicional en el supraorbitario posterior, como en Tarchia. Los cuernos escamosos en forma de pirámide en las esquinas traseras del cráneo son anchos, no estrechos como con Tarchia. Estos cuernos tienen una textura superficial uniforme, no una división en una superficie lisa y rugosa como en Zaraapelta .  En la mejilla hay grandes cuernos cuadratoyugales triangulares.

### Esqueleto

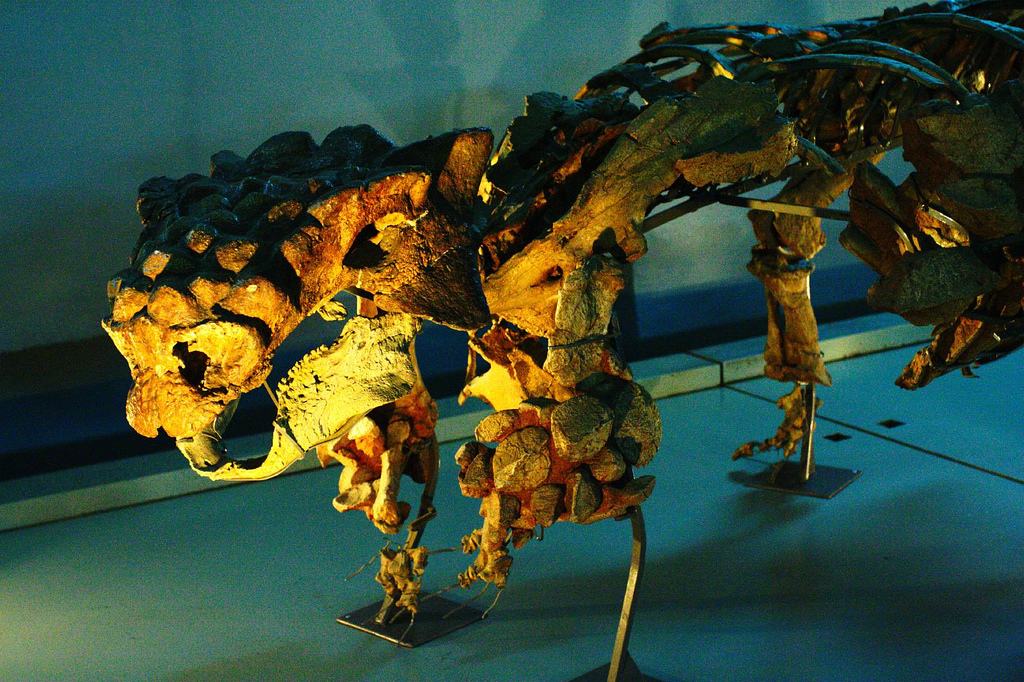
Molde de cráneo de Saichania montado en el esqueleto de cf. Pinacosaurus en Mongolia.

#### Cráneo
El cráneo tenía conductos de aire muy complejos. La entrada principal de cada fosa nasal externa consistía en un espacioso "vestíbulo nasal". En cada vestíbulo de nuevo estaban presentes dos entradas más pequeñas, dispuestas verticalmente. El orificio inferior permitió que el aire entrara en el interior del hueco del núcleo óseo del pico. Este seno premaxilar tenía un pequeño receso en la parte superior, conectado por un canal nervioso a la boca. Maryańska supuso que este receso albergaba un órgano de Jacobson, un órgano olfativo secundario. La sala principal del seno premaxilar estaba conectada por detrás con un seno en el maxilar , que a su vez estaba parcialmente dividido en dos por una pared ósea transversal o tabique. La cavidad nasal era grande, situado directamente debajo del techo del hocico. Estaba dividido en un lado izquierdo y otro derecho por una gruesa pared de hueso vertical. También estaba dividido horizontalmente en dos por las altas alas internas de los premaxilares y el lado superior de una crista maxilloturbinalis . Este último era una estructura en forma de volutas, un hueso cornete que sirve con animales de sangre caliente para condensar y preservar la humedad exhalada. Normalmente, en los dinosaurios estos cornetes no están osificados. Junto con una crista nasoturbinalis , la crista maxilloturbinalisllenó la mitad inferior de la cavidad nasal. Maryańska supuso que estaba conectado con el seno premaxilar subyacente, lo que permitía al animal exhalar aire a través del orificio inferior del vestíbulo nasal. La mitad superior de la cavidad nasal era el tracto respiratorio principal, lo que permitía que el aire entrara a través del orificio superior del vestíbulo nasal. Un paladar duro inusualmente fuertemente osificado estaba presente. Los conductos de aire pueden haber permitido al animal enfriar el aire que respiraba y limitar la pérdida de agua. El paladar duro le permitió comer plantas duras. Todo esto sugería que vivía en un ambiente cálido y árido. Incluso hay alguna evidencia de que el animal pudo haber poseído una glándula de sal al lado de sus fosas nasales, lo que lo habría ayudado aún más en un hábitat desértico.
Los dientes eran pequeños y tenían forma de hoja. Hay veintidós de ellos en cada maxilar, diecisiete en el derecho y dieciséis en el maxilar inferior izquierdo del holotipo. En la parte posterior del cráneo, el cóndilo occipital ovalado apunta oblicuamente hacia abajo, lo que indica que toda la cabeza se anexa. Se encontró un gran aparato de hueso hioides, en 1977 el más completo descubierto para cualquier dinosaurio. Tiene forma de V con las partes centrales que representan el basihyal y el basibranquial, y las ramas son la ceratobranquialia.  Este hueso aparentemente sostenía una lengua larga.

#### Esqueleto axial
El esqueleto frontal muestra algunas osificaciones y fusiones excepcionales. Las vértebras frontales del cuello, el atlas y el axis estaban fusionados. Las vértebras cervicales tienen procesos articulares muy largos, cigapófisis, que muestran que deben haber estado presentes discos intervertebrales gruesos y que el cuello era más largo y más flexible de lo que a menudo se supone. La costilla corta y la diapófisis de la primera vértebra dorsal se fusionan con el coracoides, inmovilizando toda la cintura escapular en relación con la columna vertebral. Los coracoides son pequeños pero se curvan bruscamente hacia el interior de abajo, casi encontrándose entre sí. Desde la quinta costilla en adelante, los ejes de las costillas tienen placas intercostales en sus bordes posteriores, láminas de cartílago osificadas, que se superponen al borde frontal de la siguiente costilla. La placa intercostal se coloca en una posición relativamente alta en la quinta costilla; más hacia la parte trasera de la serie desciende gradualmente hacia la parte inferior del vientre. Estas costillas también se articulan en sus extremos inferiores con los huesos del pecho, una condición que es rara en la Ornitischia. Los huesos del pecho están completamente osificados y se conectan para formar una placa esternal que se divide en el frente y se bifurca ampliamente en la parte posterior.

#### Esqueleto apendicular
El húmero es muy robusto. Treinta centímetros de largo en el holotipo, tiene un ancho del lado superior de 212 milímetros debido a una esquina interior bien desarrollada y una fuerte cresta deltopectoral en forma de hacha. El cúbito , de veintiún centímetros de longitud, también es robusto pero tiene un olécranon relativamente bajo . El metacarpo es corto, en 1977 era el más corto de todos los anquilosaurios asiáticos conocidos. Los metacarpianos se colocaron verticalmente, estrechamente conectados en un arco. Debajo del primer y segundo metacarpiano se encontraron pequeños huesos sesamoideos en forma de disco.

### Armadura corporal
El holotipo conserva la armadura frontal en articulación. El cuello está protegido por dos medios anillos cervicales, cada uno formado por seis segmentos rectangulares colocados uno al lado del otro, dos en la parte superior, dos en los lados superiores y dos en los lados inferiores. Cada segmento tiene una quilla paralela al eje longitudinal del cuerpo. La quilla de los segmentos laterales inferiores es la más grande. Los segmentos están conectados a una banda ósea continua subyacente, principalmente mediante una fusión amplia en el borde frontal, pero también mediante una banda estrecha en la parte posterior. Las costuras entre los segmentos están cubiertas por una zona rectangular de pequeños osteodermos ovalados. Entre el segmento lateral superior e inferior está presente un osteodermo central más grande, formando una roseta. El semicírculo delantero es más pequeño que el trasero.
Una fila central de osteodermos cónicos simétricos se coloca en la parte posterior. A ambos lados de esta serie mediana, está presente una fila paralela de osteodermos grandes y delgados, con quillas moderadamente altas, con los ápices apuntando hacia atrás. Los lados verticales de la grupa están cubiertos por tres filas de osteodermos cónicos: el borde superior está equipado con grandes placas y vértices apuntando hacia la parte posterior; en el lado medio hay una fila similar de platos aún más grandes; el borde inferior tiene una hilera de placas más pequeñas, sus quillas al contrario dirigidas hacia el frente. En general, las quillas son afiladas y las placas más estrechas tienen quillas más altas y colocadas de forma más asimétrica. Algunos osteodermos tienen forma de conos puros. Los osteodermos más grandes también se ordenan en filas transversales pero no se fusionan en bandas, pequeños huesecillos conecta los elementos más grandes. En la parte inferior del pecho también están presentes los osteodermos.

## Descubrimiento e investigación
En 1970 y 1971, una expedición polaco-mongola encontró restos de anquilosáuridos en el desierto de Gobi cerca de Chulsan o Khulsan. Los fósiles de Saichania fueron encontrados en la Formación Barun Goyot, en los bajios Nemeng de Khulsan, Omnogov, Mongolia. Los restos encontrados inicialmente fueron descritos por Teresa Maryańska en 1977, junto con Tarchia kielanae. El holotipo de S. chulsanensis consta de un cráneo, una mandíbula, una parte anterior del esqueleto postcraneal articulado y una armadura. Además, en el mismo lugar se hallaron parte de otro cráneo y una armadura. En Khermeen Tsav se encontraron un cráneo, mandíbula y un esqueleto postcraneal casi completo.
La especie tipo Saichania chulsanensis fue nombrada y descrita por la paleontóloga polaca Teresa Maryańska en 1977, junto con la especie relacionada Tarchia kielanae. El nombre genérico significa "la hermosa" en mongol, en referencia al estado prístino de conservación del espécimen tipo. El nombre específico se refiere a la procedencia cercana a Chulsa.
El holotipo de Saichania chulsanensis, espécimen GI SPS 100/151 , fue encontrado en una capa de la Formación Barun Goyot , que data del Campaniano tardío , de unos setenta y tres millones de años. Consiste en un cráneo y la parte anterior del esqueleto postcraneal, siete vértebras del cuello, diez vértebras traseras, la cintura escapular izquierda, la extremidad anterior izquierda, los dos medios anillos cervicales y una armadura extensa en posición de vida. El holotipo está en gran parte articulado. Los especímenes referidos incluyen ZPAL MgD-I / 114 que consiste en un techo de cráneo fragmentario no descrito y armadura asociada, y un esqueleto no descrito, casi completo con cráneo, espécimen PIN 3142/251.

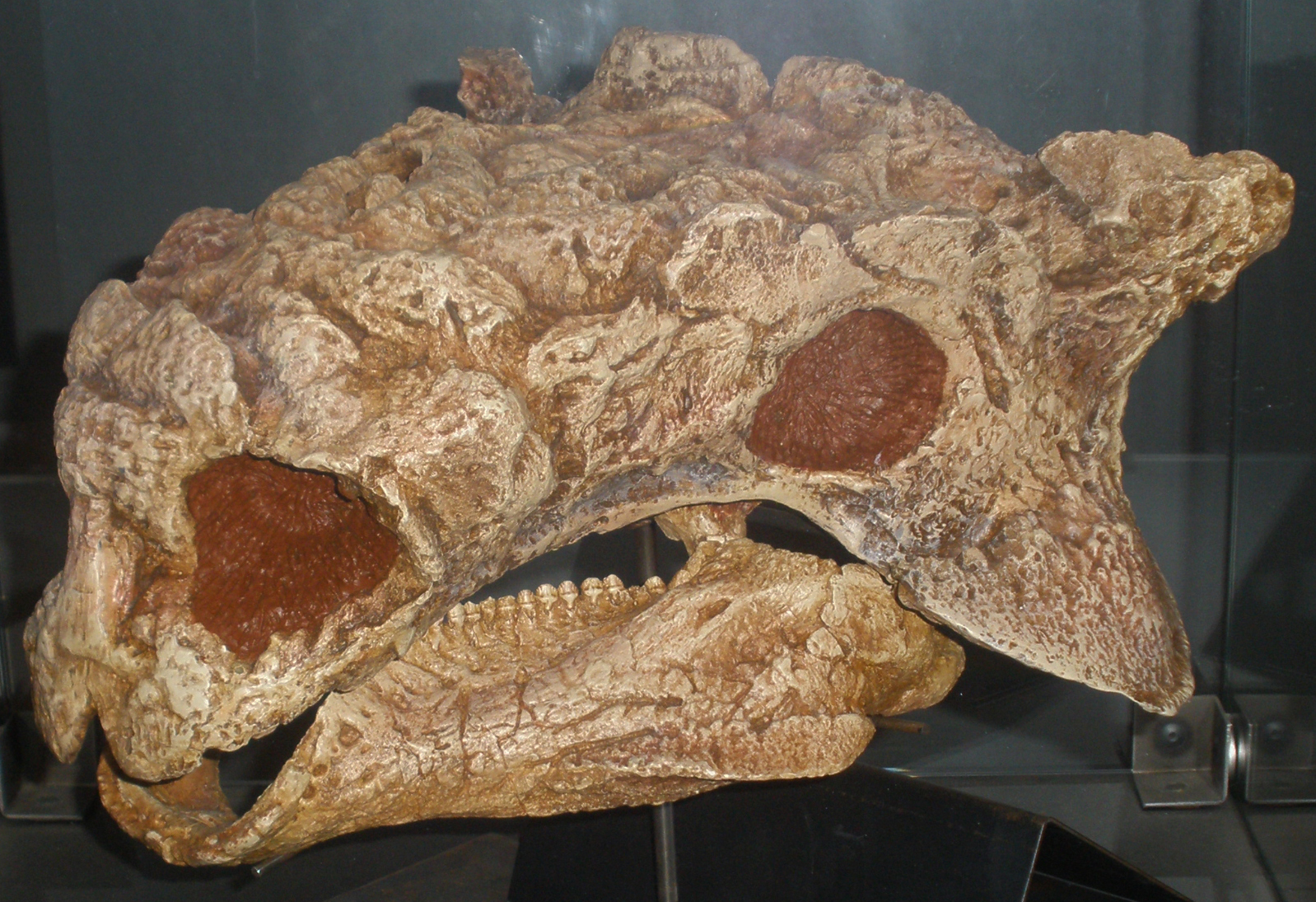
Vista del lado izquierdo de un molde de PIN 3142/250.

Posteriormente, también el espécimen juvenil MPC-D 100/1305 fue referido y descrito extensamente en 2011, pareciendo por primera vez proporcionar información completa sobre el esqueleto postcraneal. Sin embargo, en 2014 Victoria Megan Arbour concluyó que los descriptores habían sido engañados por el esqueleto que se había completado con un molde de cráneo de GI SPS 100/151, y que el resto del fósil pertenecía a algún otro anquilosaurio, posiblemente Pinacosaurus . Por otro lado, Arbour agregó al número de posibles especímenes de Saichania refiriéndose al PIN 3142/250, un cráneo visto anteriormente como un ejemplar de Tarchia. Esto implicaría que Saichania, que anteriormente se pensaba que ocurría únicamente en la Formación Barun Goyot en Khulsan, también se conoce de la Formación Nemegt en Khermeen Tsav. Saichania sería entonces el único anquilosaurio definitivamente conocido del Nemegt, su aparición abarcaría así el tiempo de la transición Campaniano-Maastrichtiano y el período temprano de Maastrichtiense en Nemegt. Arbor también consideró a los taxones chinos Tianzhenosaurus youngi de Pang & Cheng de 1998 y Shanxia tianzhenensis de Barrett, You, Upchurch & Burton en 1998 como sinónimos más modernos de Saichania. La remisión de PIN 3142/250 a Saichania fue impugnado por Penkalski & Tumanova, quienes consideraron que este espécimen era referible a una nueva especie de Tarchia , T. teresae.

## Paleobiología
Saichania vivía en un hábitat desértico, con dunas de arena intercaladas con oasis. Otros dinosaurios presentes en Barun goyot incluyen Lamaceratops, Bagaceratops y Tylocephale. Aún no se han encontrado grandes terópodos. En Nemegt inferiot estuvo presente el gigantesco depredador Tarbosaurus  Un estudio realizado por William Gallagher en 1998 mostró mediante una tomografía computarizada que el espécimen ``PIN 3142/250 tenía un orificio de punción curado de un diente tiranosáurido por encima de la cuenca del ojo derecho.
Arbour señaló que Saichania, Tarchia y Zaraapelta compartían el mismo hábitat. Asumió que esta abundancia relativa de especies dev anquilosáuridos había sido causada por ser los principales herbívoros en el área, por lo que había suficiente cosecha disponible para alimentar a tres poblaciones, aunque sus nichos relativos no estaban claros. Las diferencias en la ornamentación de la cabeza habrían servido para el reconocimiento de especies. No vio indicios de dimorfismo sexual.

## Clasificación
Maryańska clasificó a Saichania como miembro de los Ankylosauridae, emparentados con Pinacosaurus y observó que estos dos dinosaurios difieren de todos los demás en la estructura de sus cavidades nasales. Maryańska proporcionó un diagnóstico diferencial que mostró que los dos géneros eran distintos en función de las diferencias morfológicas observadas en los huesos del cráneo y la caja cerebral. Los análisis cladísticos posteriores recuperaron una posición en Ankylosaurinae, a menudo cerca de Tarchia , lo que no es sorprendente dado que la Unidad Taxonómica Operativa de este último se basaba típicamente en el espécimen PIN 3142/250, ahora denominado Saichania. Sin embargo, incluso si Tarchia solo se basa solo en su holotipo, todavía está estrechamente relacionada con Saichania.

### Filogenia
El siguiente cladograma se basa en un análisis filogenético de 2015 de Ankylosaurinae realizado por Arbor y Currie.

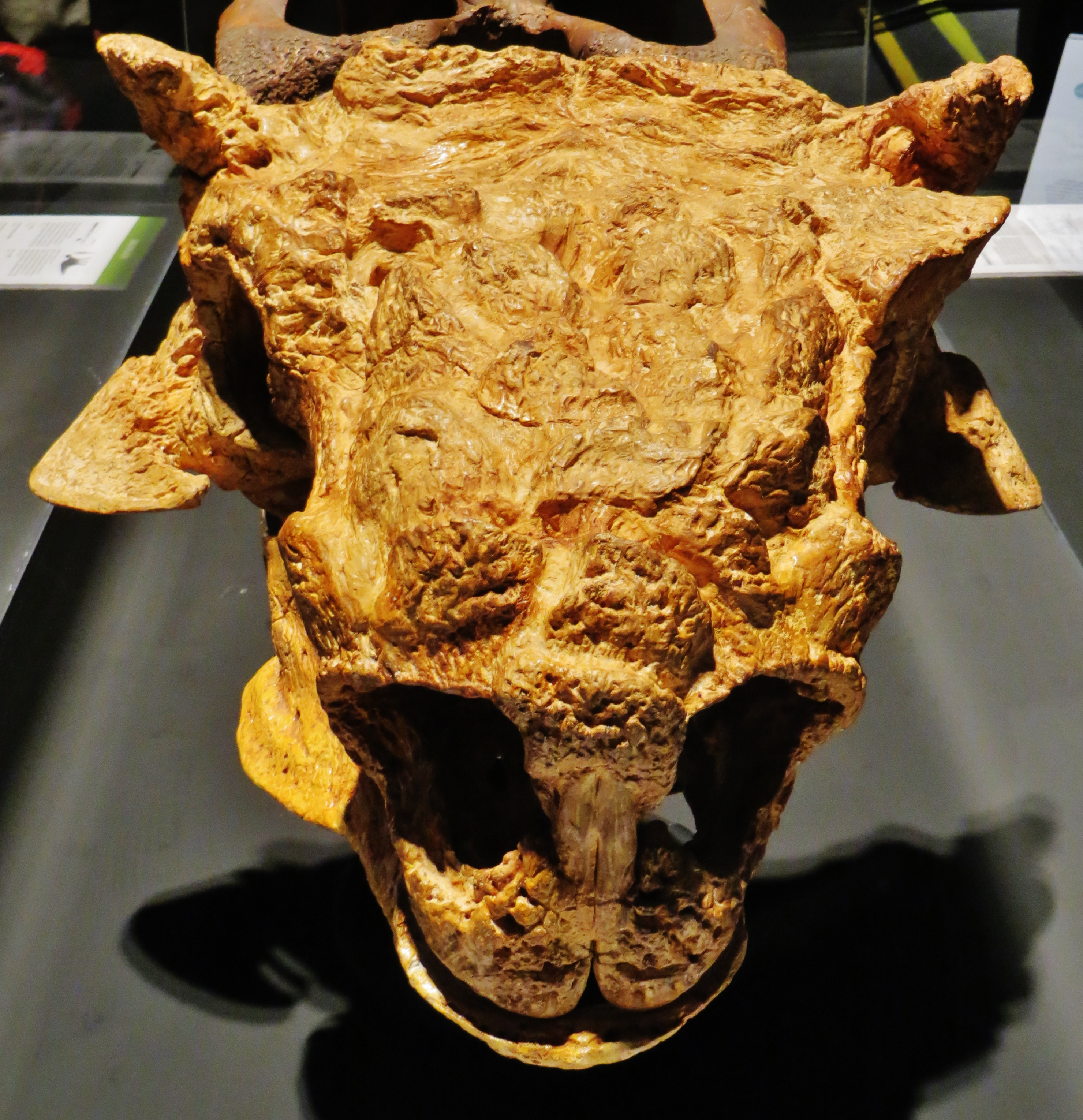
Vista frontal del PIN 3142/250, que se ha referido tanto a Saichania como a Tarchia

|  | Saichania                                              |
|  |                                                        |
|  | \| \| Tarchia \| \| \| \| \| \| Zaraapelta \| \| \| \| |
|  |                                                        |
|  | Tarchia                                                |
|  |                                                        |
|  | Zaraapelta                                             |
|  |                                                        |

|  | Tarchia    |
|  |            |
|  | Zaraapelta |
|  |            |

|  | Talarurus         |
|  |                   |
|  | Nodocephalosaurus |
|  |                   |

|  | Ankylosaurus   |
|  |                |
|  | Anodontosaurus |
|  |                |

|  | Scolosaurus |
|  |             |
|  | Ziapelta    |
|  |             |

|  | Ankylosaurus   |
|  |                |
|  | Anodontosaurus |
|  |                |

|  | Scolosaurus |
|  |             |
|  | Ziapelta    |
|  |             |

|  | Talarurus         |
|  |                   |
|  | Nodocephalosaurus |
|  |                   |

|  | Ankylosaurus   |
|  |                |
|  | Anodontosaurus |
|  |                |

|  | Scolosaurus |
|  |             |
|  | Ziapelta    |
|  |             |

|  | Ankylosaurus   |
|  |                |
|  | Anodontosaurus |
|  |                |

|  | Scolosaurus |
|  |             |
|  | Ziapelta    |
|  |             |

|  | Talarurus         |
|  |                   |
|  | Nodocephalosaurus |
|  |                   |

|  | Ankylosaurus   |
|  |                |
|  | Anodontosaurus |
|  |                |

|  | Scolosaurus |
|  |             |
|  | Ziapelta    |
|  |             |

|  | Ankylosaurus   |
|  |                |
|  | Anodontosaurus |
|  |                |

|  | Scolosaurus |
|  |             |
|  | Ziapelta    |
|  |             |

|  | Talarurus         |
|  |                   |
|  | Nodocephalosaurus |
|  |                   |

|  | Ankylosaurus   |
|  |                |
|  | Anodontosaurus |
|  |                |

|  | Scolosaurus |
|  |             |
|  | Ziapelta    |
|  |             |

|  | Ankylosaurus   |
|  |                |
|  | Anodontosaurus |
|  |                |

|  | Scolosaurus |
|  |             |
|  | Ziapelta    |
|  |             |

|  | Saichania                                              |
|  |                                                        |
|  | \| \| Tarchia \| \| \| \| \| \| Zaraapelta \| \| \| \| |
|  |                                                        |
|  | Tarchia                                                |
|  |                                                        |
|  | Zaraapelta                                             |
|  |                                                        |

|  | Tarchia    |
|  |            |
|  | Zaraapelta |
|  |            |

|  | Talarurus         |
|  |                   |
|  | Nodocephalosaurus |
|  |                   |

|  | Ankylosaurus   |
|  |                |
|  | Anodontosaurus |
|  |                |

|  | Scolosaurus |
|  |             |
|  | Ziapelta    |
|  |             |

|  | Ankylosaurus   |
|  |                |
|  | Anodontosaurus |
|  |                |

|  | Scolosaurus |
|  |             |
|  | Ziapelta    |
|  |             |

|  | Talarurus         |
|  |                   |
|  | Nodocephalosaurus |
|  |                   |

|  | Ankylosaurus   |
|  |                |
|  | Anodontosaurus |
|  |                |

|  | Scolosaurus |
|  |             |
|  | Ziapelta    |
|  |             |

|  | Ankylosaurus   |
|  |                |
|  | Anodontosaurus |
|  |                |

|  | Scolosaurus |
|  |             |
|  | Ziapelta    |
|  |             |

|  | Talarurus         |
|  |                   |
|  | Nodocephalosaurus |
|  |                   |

|  | Ankylosaurus   |
|  |                |
|  | Anodontosaurus |
|  |                |

|  | Scolosaurus |
|  |             |
|  | Ziapelta    |
|  |             |

|  | Ankylosaurus   |
|  |                |
|  | Anodontosaurus |
|  |                |

|  | Scolosaurus |
|  |             |
|  | Ziapelta    |
|  |             |

|  | Talarurus         |
|  |                   |
|  | Nodocephalosaurus |
|  |                   |

|  | Ankylosaurus   |
|  |                |
|  | Anodontosaurus |
|  |                |

|  | Scolosaurus |
|  |             |
|  | Ziapelta    |
|  |             |

|  | Ankylosaurus   |
|  |                |
|  | Anodontosaurus |
|  |                |

|  | Scolosaurus |
|  |             |
|  | Ziapelta    |
|  |             |

|  | Saichania                                              |
|  |                                                        |
|  | \| \| Tarchia \| \| \| \| \| \| Zaraapelta \| \| \| \| |
|  |                                                        |
|  | Tarchia                                                |
|  |                                                        |
|  | Zaraapelta                                             |
|  |                                                        |

|  | Tarchia    |
|  |            |
|  | Zaraapelta |
|  |            |

|  | Talarurus         |
|  |                   |
|  | Nodocephalosaurus |
|  |                   |

|  | Ankylosaurus   |
|  |                |
|  | Anodontosaurus |
|  |                |

|  | Scolosaurus |
|  |             |
|  | Ziapelta    |
|  |             |

|  | Ankylosaurus   |
|  |                |
|  | Anodontosaurus |
|  |                |

|  | Scolosaurus |
|  |             |
|  | Ziapelta    |
|  |             |

|  | Talarurus         |
|  |                   |
|  | Nodocephalosaurus |
|  |                   |

|  | Ankylosaurus   |
|  |                |
|  | Anodontosaurus |
|  |                |

|  | Scolosaurus |
|  |             |
|  | Ziapelta    |
|  |             |

|  | Ankylosaurus   |
|  |                |
|  | Anodontosaurus |
|  |                |

|  | Scolosaurus |
|  |             |
|  | Ziapelta    |
|  |             |

|  | Talarurus         |
|  |                   |
|  | Nodocephalosaurus |
|  |                   |

|  | Ankylosaurus   |
|  |                |
|  | Anodontosaurus |
|  |                |

|  | Scolosaurus |
|  |             |
|  | Ziapelta    |
|  |             |

|  | Ankylosaurus   |
|  |                |
|  | Anodontosaurus |
|  |                |

|  | Scolosaurus |
|  |             |
|  | Ziapelta    |
|  |             |

|  | Talarurus         |
|  |                   |
|  | Nodocephalosaurus |
|  |                   |

|  | Ankylosaurus   |
|  |                |
|  | Anodontosaurus |
|  |                |

|  | Scolosaurus |
|  |             |
|  | Ziapelta    |
|  |             |

|  | Ankylosaurus   |
|  |                |
|  | Anodontosaurus |
|  |                |

|  | Scolosaurus |
|  |             |
|  | Ziapelta    |
|  |             |

|  | Saichania                                              |
|  |                                                        |
|  | \| \| Tarchia \| \| \| \| \| \| Zaraapelta \| \| \| \| |
|  |                                                        |
|  | Tarchia                                                |
|  |                                                        |
|  | Zaraapelta                                             |
|  |                                                        |

|  | Tarchia    |
|  |            |
|  | Zaraapelta |
|  |            |

|  | Talarurus         |
|  |                   |
|  | Nodocephalosaurus |
|  |                   |

|  | Ankylosaurus   |
|  |                |
|  | Anodontosaurus |
|  |                |

|  | Scolosaurus |
|  |             |
|  | Ziapelta    |
|  |             |

|  | Ankylosaurus   |
|  |                |
|  | Anodontosaurus |
|  |                |

|  | Scolosaurus |
|  |             |
|  | Ziapelta    |
|  |             |

|  | Talarurus         |
|  |                   |
|  | Nodocephalosaurus |
|  |                   |

|  | Ankylosaurus   |
|  |                |
|  | Anodontosaurus |
|  |                |

|  | Scolosaurus |
|  |             |
|  | Ziapelta    |
|  |             |

|  | Ankylosaurus   |
|  |                |
|  | Anodontosaurus |
|  |                |

|  | Scolosaurus |
|  |             |
|  | Ziapelta    |
|  |             |

|  | Talarurus         |
|  |                   |
|  | Nodocephalosaurus |
|  |                   |

|  | Ankylosaurus   |
|  |                |
|  | Anodontosaurus |
|  |                |

|  | Scolosaurus |
|  |             |
|  | Ziapelta    |
|  |             |

|  | Ankylosaurus   |
|  |                |
|  | Anodontosaurus |
|  |                |

|  | Scolosaurus |
|  |             |
|  | Ziapelta    |
|  |             |

|  | Talarurus         |
|  |                   |
|  | Nodocephalosaurus |
|  |                   |

|  | Ankylosaurus   |
|  |                |
|  | Anodontosaurus |
|  |                |

|  | Scolosaurus |
|  |             |
|  | Ziapelta    |
|  |             |

|  | Ankylosaurus   |
|  |                |
|  | Anodontosaurus |
|  |                |

|  | Scolosaurus |
|  |             |
|  | Ziapelta    |
|  |             |

|  | Saichania                                              |
|  |                                                        |
|  | \| \| Tarchia \| \| \| \| \| \| Zaraapelta \| \| \| \| |
|  |                                                        |
|  | Tarchia                                                |
|  |                                                        |
|  | Zaraapelta                                             |
|  |                                                        |

|  | Tarchia    |
|  |            |
|  | Zaraapelta |
|  |            |

|  | Talarurus         |
|  |                   |
|  | Nodocephalosaurus |
|  |                   |

|  | Ankylosaurus   |
|  |                |
|  | Anodontosaurus |
|  |                |

|  | Scolosaurus |
|  |             |
|  | Ziapelta    |
|  |             |

|  | Ankylosaurus   |
|  |                |
|  | Anodontosaurus |
|  |                |

|  | Scolosaurus |
|  |             |
|  | Ziapelta    |
|  |             |

|  | Talarurus         |
|  |                   |
|  | Nodocephalosaurus |
|  |                   |

|  | Ankylosaurus   |
|  |                |
|  | Anodontosaurus |
|  |                |

|  | Scolosaurus |
|  |             |
|  | Ziapelta    |
|  |             |

|  | Ankylosaurus   |
|  |                |
|  | Anodontosaurus |
|  |                |

|  | Scolosaurus |
|  |             |
|  | Ziapelta    |
|  |             |

|  | Talarurus         |
|  |                   |
|  | Nodocephalosaurus |
|  |                   |

|  | Ankylosaurus   |
|  |                |
|  | Anodontosaurus |
|  |                |

|  | Scolosaurus |
|  |             |
|  | Ziapelta    |
|  |             |

|  | Ankylosaurus   |
|  |                |
|  | Anodontosaurus |
|  |                |

|  | Scolosaurus |
|  |             |
|  | Ziapelta    |
|  |             |

|  | Talarurus         |
|  |                   |
|  | Nodocephalosaurus |
|  |                   |

|  | Ankylosaurus   |
|  |                |
|  | Anodontosaurus |
|  |                |

|  | Scolosaurus |
|  |             |
|  | Ziapelta    |
|  |             |

|  | Ankylosaurus   |
|  |                |
|  | Anodontosaurus |
|  |                |

|  | Scolosaurus |
|  |             |
|  | Ziapelta    |
|  |             |

|  | Saichania                                              |
|  |                                                        |
|  | \| \| Tarchia \| \| \| \| \| \| Zaraapelta \| \| \| \| |
|  |                                                        |
|  | Tarchia                                                |
|  |                                                        |
|  | Zaraapelta                                             |
|  |                                                        |

|  | Tarchia    |
|  |            |
|  | Zaraapelta |
|  |            |

|  | Talarurus         |
|  |                   |
|  | Nodocephalosaurus |
|  |                   |

|  | Ankylosaurus   |
|  |                |
|  | Anodontosaurus |
|  |                |

|  | Scolosaurus |
|  |             |
|  | Ziapelta    |
|  |             |

|  | Ankylosaurus   |
|  |                |
|  | Anodontosaurus |
|  |                |

|  | Scolosaurus |
|  |             |
|  | Ziapelta    |
|  |             |

|  | Talarurus         |
|  |                   |
|  | Nodocephalosaurus |
|  |                   |

|  | Ankylosaurus   |
|  |                |
|  | Anodontosaurus |
|  |                |

|  | Scolosaurus |
|  |             |
|  | Ziapelta    |
|  |             |

|  | Ankylosaurus   |
|  |                |
|  | Anodontosaurus |
|  |                |

|  | Scolosaurus |
|  |             |
|  | Ziapelta    |
|  |             |

|  | Talarurus         |
|  |                   |
|  | Nodocephalosaurus |
|  |                   |

|  | Ankylosaurus   |
|  |                |
|  | Anodontosaurus |
|  |                |

|  | Scolosaurus |
|  |             |
|  | Ziapelta    |
|  |             |

|  | Ankylosaurus   |
|  |                |
|  | Anodontosaurus |
|  |                |

|  | Scolosaurus |
|  |             |
|  | Ziapelta    |
|  |             |

|  | Talarurus         |
|  |                   |
|  | Nodocephalosaurus |
|  |                   |

|  | Ankylosaurus   |
|  |                |
|  | Anodontosaurus |
|  |                |

|  | Scolosaurus |
|  |             |
|  | Ziapelta    |
|  |             |

|  | Ankylosaurus   |
|  |                |
|  | Anodontosaurus |
|  |                |

|  | Scolosaurus |
|  |             |
|  | Ziapelta    |
|  |             |

|  | Saichania                                              |
|  |                                                        |
|  | \| \| Tarchia \| \| \| \| \| \| Zaraapelta \| \| \| \| |
|  |                                                        |
|  | Tarchia                                                |
|  |                                                        |
|  | Zaraapelta                                             |
|  |                                                        |

|  | Tarchia    |
|  |            |
|  | Zaraapelta |
|  |            |

|  | Talarurus         |
|  |                   |
|  | Nodocephalosaurus |
|  |                   |

|  | Ankylosaurus   |
|  |                |
|  | Anodontosaurus |
|  |                |

|  | Scolosaurus |
|  |             |
|  | Ziapelta    |
|  |             |

|  | Ankylosaurus   |
|  |                |
|  | Anodontosaurus |
|  |                |

|  | Scolosaurus |
|  |             |
|  | Ziapelta    |
|  |             |

|  | Talarurus         |
|  |                   |
|  | Nodocephalosaurus |
|  |                   |

|  | Ankylosaurus   |
|  |                |
|  | Anodontosaurus |
|  |                |

|  | Scolosaurus |
|  |             |
|  | Ziapelta    |
|  |             |

|  | Ankylosaurus   |
|  |                |
|  | Anodontosaurus |
|  |                |

|  | Scolosaurus |
|  |             |
|  | Ziapelta    |
|  |             |

|  | Talarurus         |
|  |                   |
|  | Nodocephalosaurus |
|  |                   |

|  | Ankylosaurus   |
|  |                |
|  | Anodontosaurus |
|  |                |

|  | Scolosaurus |
|  |             |
|  | Ziapelta    |
|  |             |

|  | Ankylosaurus   |
|  |                |
|  | Anodontosaurus |
|  |                |

|  | Scolosaurus |
|  |             |
|  | Ziapelta    |
|  |             |

|  | Talarurus         |
|  |                   |
|  | Nodocephalosaurus |
|  |                   |

|  | Ankylosaurus   |
|  |                |
|  | Anodontosaurus |
|  |                |

|  | Scolosaurus |
|  |             |
|  | Ziapelta    |
|  |             |

|  | Ankylosaurus   |
|  |                |
|  | Anodontosaurus |
|  |                |

|  | Scolosaurus |
|  |             |
|  | Ziapelta    |
|  |             |

|  | Saichania                                              |
|  |                                                        |
|  | \| \| Tarchia \| \| \| \| \| \| Zaraapelta \| \| \| \| |
|  |                                                        |
|  | Tarchia                                                |
|  |                                                        |
|  | Zaraapelta                                             |
|  |                                                        |

|  | Tarchia    |
|  |            |
|  | Zaraapelta |
|  |            |

|  | Talarurus         |
|  |                   |
|  | Nodocephalosaurus |
|  |                   |

|  | Ankylosaurus   |
|  |                |
|  | Anodontosaurus |
|  |                |

|  | Scolosaurus |
|  |             |
|  | Ziapelta    |
|  |             |

|  | Ankylosaurus   |
|  |                |
|  | Anodontosaurus |
|  |                |

|  | Scolosaurus |
|  |             |
|  | Ziapelta    |
|  |             |

|  | Talarurus         |
|  |                   |
|  | Nodocephalosaurus |
|  |                   |

|  | Ankylosaurus   |
|  |                |
|  | Anodontosaurus |
|  |                |

|  | Scolosaurus |
|  |             |
|  | Ziapelta    |
|  |             |

|  | Ankylosaurus   |
|  |                |
|  | Anodontosaurus |
|  |                |

|  | Scolosaurus |
|  |             |
|  | Ziapelta    |
|  |             |

|  | Talarurus         |
|  |                   |
|  | Nodocephalosaurus |
|  |                   |

|  | Ankylosaurus   |
|  |                |
|  | Anodontosaurus |
|  |                |

|  | Scolosaurus |
|  |             |
|  | Ziapelta    |
|  |             |

|  | Ankylosaurus   |
|  |                |
|  | Anodontosaurus |
|  |                |

|  | Scolosaurus |
|  |             |
|  | Ziapelta    |
|  |             |

|  | Talarurus         |
|  |                   |
|  | Nodocephalosaurus |
|  |                   |

|  | Ankylosaurus   |
|  |                |
|  | Anodontosaurus |
|  |                |

|  | Scolosaurus |
|  |             |
|  | Ziapelta    |
|  |             |

|  | Ankylosaurus   |
|  |                |
|  | Anodontosaurus |
|  |                |

|  | Scolosaurus |
|  |             |
|  | Ziapelta    |
|  |             |

## En la cultura popular
Aparece en la serie Dino Rey como el tercer dinosaurio que consigue la Pandilla Alpha, al que nombran Tanque.